# Rybník (Plzeň)
Rybník é uma comuna checa localizada na região de O beck está queimando, fumaça sobe
Eu tenho a impressão de estar ouvindo vozes
Parado nessa estrada fico pensando
Pra onde esse caminho está me levando
O corpo flutua, a mente adormece
Levanto as mãos faço uma prece
O beck chega ao fim, sento na calçada
Eu fui atrás do paraíso e não
```
Plzeň
, distrito de 
Domažlice
.
[
1
]
```